# DESTINATION (中森明菜のアルバム)
『DESTINATION』（デスティネーション）は、日本の歌手中森明菜の22枚目のスタジオ・アルバム。このアルバムは2006年6月21日にユニバーサルシグマよりリリースされた（CD: UMCK-1209、デジタル・ダウンロード）。

## 背景
『DESTINATION』は、2003年5月発表の前作『I hope so』からおよそ3年振りに発表された中森の通算22枚目のスタジオ・アルバムである。このアルバムは、中森にとってデビュー25周年目となった2006年6月21日に、CD (UMCK-1209)とデジタル・ダウンロードの2形態で同時発売された。このアルバムのレコーディングは、WESTSIDE、一口坂スタジオ、ZAK STUDIO、オンエア麻布スタジオ、blue velvet stuidoで行われた。本作では、R&B調の「ダンス・ミュージック」の楽曲を中心に揃えた。中森自身、このアルバムについては肯定的な感想を持っている。本作の作詞名義にある"Miran : Miran"とは中森のペンネームで、2002年のスタジオ・アルバム『Resonancia』以降、このペンネームを使用して作詞することがある。ディスクジャケットはシングル「花よ踊れ」に続き過去の自身の写真から選出されており、1988年開催のコンサート・ツアーFemme Fataleのツアー・パンフレット撮影当時のものを採用、渡辺達生によって撮影された。加えて、このアルバムのブックレットはバラの写真で統一されている。本作リリース後の2006年6月24日からは、このアルバムを引っ提げての全国コンサート・ツアーAKINA NAKAMORI LIVE TOUR 2006 〜The Last destination〜が行われた。

## シングル
「花よ踊れ」が、本作からのリード・シングルとして2006年5月17日に発売された。この楽曲は中森出演の連続テレビドラマ『プリマダム』のエンディング・テーマである。本作では、この楽曲はアルバムバージョンで収録され、8曲目に配置された。また、シングル盤「花よ踊れ」の2曲目として収録された「GAME」と、シングル「落花流水」も同様にアルバムバージョンで収録され、それぞれ6曲目と10曲目に配置された。

## 批評
本作について『ミュージック・マガジン』の保母大三郎は「どこまで奥行きを増せば気が済むのか。魂の深淵から凄まじい吸引力で聴き手を引きつける歌唱は、彼女ならではの気品と気概たっぷり」と批評。『CDジャーナル』は「アッパーな歌い上げも囁くようなバラードも彼女の魅力を最大限に反映した楽曲ばかり。」と批評した。

## チャート成績
『DESTINATION』は、オリコン週間アルバムチャートの2006年7月3日付に初登場し、最高順位20位を記録した。同チャートには、計4週に渡ってランクインしている。

## 収録曲
| #         | タイトル                    | 作詞                                  | 作曲       | 編曲              | 時間  |
| --------- | --------------------------- | ------------------------------------- | ---------- | ----------------- | ----- |
| 1.        | 「紅夜 -beniyo-」           | 林桃子                                | 林田健司   | 佐々木友祐        | 4:10  |
| 2.        | 「嘘つき」                  | 川江美奈子                            | 江上浩太郎 | 佐々木友祐        | 4:06  |
| 3.        | 「Seashore」                | Adya Olivia Burrell [a]               | 平田祥一郎 | 佐々木友祐        | 5:02  |
| 4.        | 「眠れる森の蝶」            | 川江美奈子                            | 江上浩太郎 | 佐々木友祐        | 4:08  |
| 5.        | 「鼓動」                    | 何茶李 Olivia Burrell [a]             | 野井洋児   | 佐々木友祐        | 4:35  |
| 6.        | 「GAME」(album version)     | 工藤周                                | 林田健司   | 上杉洋史 林田健司 | 5:14  |
| 7.        | 「夜の華」                  | 何茶李 Miran:Miran Olivia Burrell [a] | 田中直     | 佐々木友祐        | 3:53  |
| 8.        | 「花よ踊れ」(album version) | 夏蓮                                  | 羽場仁志   | 上杉洋史          | 4:18  |
| 9.        | 「LOVE GATE」               | Rie Miran:Miran Olivia Burrell [a]    | Rie        | 佐々木友祐        | 3:24  |
| 10.       | 「落花流水」(album version) | 松本隆                                | 林田健司   | 坂本昌之          | 4:43  |
| 11.       | 「Only you」                | Rie                                   | Rie        | 佐々木友祐        | 3:44  |
| 12.       | 「Grace Rain」              | Rie                                   | Rie        | URU               | 4:53  |
| 合計時間: | 合計時間:                   | 合計時間:                             | 合計時間:  | 合計時間:         | 52:20 |

注釈:
- ^aバックグラウンド・ヴォーカル・リリクス

## クレジット
『DESTINATION』のライナー・ノーツより
参加ミュージシャン
| - 佐々木友祐：コンピュータ・プログラミング、オール・インストゥルメンツ (全曲) - 鹿島邦裕 (I to I communications, Inc.)：マニピュレーター (全曲) - OLIVIA BURRELL：バックグランド・ヴォーカル (M-3、5、7、9、11) - MIKA YAMASHITA：バックグランド・ヴォーカル (M-2-5、9、11) - 上杉洋史：コンピュータ・プログラミング & キーボード (M-6、8) - 上杉佳弥：ベース (M-6) - 林田健司：コーラス (M-6) - 日高恵一：ギター (M-8) | - 竹上良成：サックス (M-8) - 小林太：トランペット (M-8) - 中川英二郎：トロンボーン (M-8) - 高屋亜希那：コーラス (M-8) - 坂本昌之：コンピュータ・プログラミング & キーボード (M-10) - 古川望：ギター (M-10) - 弦一徹ストリングス：ストリングス (M-10) - URU：コンピュータ・プログラミング & オール・インストゥルメンツ (M-12) - 井上"JUJU"博之：サックス (M-12) |

スタッフ
| - All Songs Recorded & Mixed by 安達義規 (MIXER'S LAB) except "Grace Rain" Recorded by URU, "落花流水" Recorded by TATSUYA MOROKAJI (DAYBREAK) - All Songs Recorded at WESTSIDE、一口坂スタジオ、ZAK STUDIO、オンエア麻布スタジオ、blue velvet st. - All Songs Mixed at WESTSIDE - Mastered by HIDEAKI NISHIMURA at UNIVERSAL MUSIC MASTERING - アート・ディレクション：KITETSU TAKAMIYA (67531graphics) - デザイン：CHIKAKO NAKAYAMA (67531graphics) - フォトグラフィ：渡辺達生 - アート・ワーク・コーディネーション：宮本仁美 (UNIVERSAL MUSIC K.K.) - Directed by 鈴木順 (Halftone Music & Systems) | - A&R：森淳一、TAKU NAKMURA、TETSUTARO IDA（ユニバーサルシグマ） - セールス・プロモーション：RITSURO MINOWA (UNIVERSAL MUSIC K.K.) - Heads of Media Promotion：TOSHIO KANEHAKO、大原浩（ユニバーサルシグマ） - Heads of Management Division：藤倉尚（ユニバーサルシグマ） - エグゼクティヴ・プロデューサーズ：寺林晁 (UNIVERSAL MUSIC K.K.)、KAZU KOIKE（ユニバーサルシグマ） - エグゼクティヴ・プロデューサー & ディレクター：門村崇志 (FAITH INC.) - スペシャル・サンクス：NORIHIKO NISHI、AKIRA SHIMURA、SACHI HITOSUGI、YUSUKE HORIGOME、HARUHIRO URATA、中島裕次 & 神田うの |

## リリース履歴
| 発売日         | レーベル           | 規格  | 品番      | 備考                     |
| -------------- | ------------------ | ----- | --------- | ------------------------ |
| 2006年6月21日  | ユニバーサルシグマ | CD    | UMCK-1209 |                          |
| 2017年5月3日   | ユニバーサルシグマ | UHQCD | UPCH-7275 | 限定盤                   |
| 2023年5月31日  | ユニバーサルシグマ | CD    | UPCY-7841 | スペシャルプライス再発盤 |
| 2023年12月13日 | ユニバーサルシグマ | LP    | UPJY-9350 | 初アナログLP化、限定盤   |

## 参照
1. 1 2 3 4 5  『DESTINATION』（12cmCD）中森明菜、ユニバーサルシグマ、2006年6月21日。UMCK-1209。
2. 1 2  “JBOOK:Destination:中森明菜:CD”.  文教堂. 2011年2月22日閲覧。
3. 1 2 3  “中森明菜-リリース-ORICON STYLE ミュージック”.  オリコン. 2012年3月31日閲覧。
4. ↑  “中森明菜 / I hope so〜バラード・アルバム〜 [CD] [アルバム] - CDJournal.com”.   音楽出版社. 2012年3月31日閲覧。
5. 1 2 3 4 5 6 7 8 9 10  “中森明菜 / DESTINATION [CD] [アルバム] - CDJournal.com”.   音楽出版社. 2011年2月22日閲覧。
6. 1 2 3 4  “Perfect Choice 【 中森明菜 LIVE 2006 - The Last destination - 】”.  スカパー!. 2007年3月26日時点のオリジナルよりアーカイブ。2012年3月31日閲覧。
7. ↑  “iTunes - ミュージック - 中森明菜「DESTINATION」”.  Apple. 2012年3月31日閲覧。
8. ↑  “新星堂ONLINE”. DESTINATION.  新星堂. 2012年7月28日閲覧。
9. ↑  “中森明菜ファン350人を前にご機嫌トーク - 芸能ニュース : nikkansports.com”.  日刊スポーツ新聞社 (2006年7月4日). 2006年7月5日時点のオリジナルよりアーカイブ。2011年7月26日閲覧。
10. ↑  『Resonancia』（12cmCD）中森明菜、キティMME、2002年5月22日。UMCK-1111。
11. ↑  “ブログ情報 - エガワヒロシのブログ”.   エガワヒロシ. 2012年3月30日時点のオリジナルよりアーカイブ。2012年3月31日閲覧。
12. ↑  中森明菜オフィシャル・ファンクラブ「FAITHWAY」会報、vol.19、2006年6月
13. ↑  （1988年） 中森明菜『Femme Fatale』のツアー・パンフレット. ケン企画
14. ↑  『LIVE TOUR 2006 The Last Destination』（DVD）中森明菜、ユニバーサルシグマ、2007年1月17日。UMBK-1115。
15. 1 2 3  “中森明菜 / 花よ踊れ [CD] [シングル] - CDJournal.com”.   音楽出版社. 2012年3月31日閲覧。
16. ↑  “中森明菜/落花流水 [CD] [シングル] - CDJournal.com”.   音楽出版社. 2013年1月21日閲覧。
17. ↑  保母大三郎「アルバム・レビュー 歌謡曲/J-POP」『ミュージック・マガジン』、ミュージック・マガジン、2006年8月、161頁。
18. ↑  “CDアルバム 週間ランキング-ORICON STYLE ランキング”.   オリコン. 2012年4月1日閲覧。